# Parti Negara

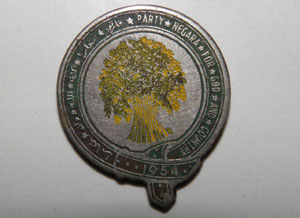
Pin del Partido Nacional (Parti Negara)

El Partido Nacional (en malayo: Parti Negara) fue un partido político minoritario de Malasia que existió entre 1954 y 1962. Fue fundado por Onn Jaafar, el líder fundador de la Organización Nacional de los Malayos Unidos (UMNO) que debió abandonar su partido tras perder una lucha de poder interna. Sin embargo, el Partido Nacional fue un fracaso desde el principio y solo pudo conseguir un escaño en las elecciones federales de 1959, para el propio Onn. A la muerte de Onn, el partido no pudo retener el escaño en la subsecuente elección parcial y se disolvió tras las elecciones de 1964, en las que solo presentó 4 escaños en Terengganu.

## Resultados electorales
|  | 7.88 % |

|  | 12.39 % |

|  | 2.11 % |

|  | 22.27 % |

|  | 0.36 % |

|  | 10.47 % |